# Orthostichella viridis
Orthostichella viridis là một loài Rêu trong họ Meteoriaceae. Loài này được (Müll. Hal.) Müll. Hal. miêu tả khoa học đầu tiên năm 1879.